# IC 663
IC 663 ist eine linsenförmige Galaxie vom Hubble-Typ S0 mit aktivem Galaxienkern im Sternbild Löwe auf der Ekliptik. Sie ist schätzungsweise 479 Millionen Lichtjahre von der Milchstraße entfernt und hat einen Durchmesser von etwa 115.000 Lichtjahren.
Im selben Himmelsareal befinden sich u. a. die Galaxien NGC 3492, NGC 3506, IC 664, IC 666.
Das Objekt wurde am 29. März 1891 vom US-amerikanischen Astronomen Edward D. Swift entdeckt.